# Francesca Marsaglia
Francesca Marsaglia  (ur. 27 stycznia 1990 w Rzymie) – włoska narciarka alpejska, zawodniczka klubu CS Esercito.

## Kariera
Na arenie międzynarodowej Francesca Marsaglia po raz pierwszy pojawiła się 1 grudnia 2005 roku w Tignes, gdzie w zawodach FIS Race w gigancie zajęła 39. miejsce. W 2007 roku wystartowała na mistrzostwach świata juniorów w Altenmarkt, gdzie jej najlepszym wynikiem było siódme miejsce w supergigancie. Jeszcze trzykrotnie startowała na imprezach tego cyklu, najlepsze wyniki osiągając podczas rozgrywanych dwa lata później mistrzostw świata juniorów w Garmisch-Partenkirchen, gdzie zajęła piąte miejsce w biegu zjazdowym.
W zawodach Pucharu Świata zadebiutowała 9 lutego 2008 roku w Sestriere, gdzie zajęła 41. miejsce w zjeździe. Pierwsze pucharowe punkty wywalczyła 3 grudnia 2010 roku w Lake Louise, zajmując trzynaste miejsce w tej samej konkurencji. Na podium zawodów tego cyklu po raz pierwszy stanęła 7 grudnia 2019 roku w Lake Louise, kończąc rywalizację w zjeździe na trzeciej pozycji. Wyprzedziły ją jedynie Austriaczka Nicole Schmidhofer i Mikaela Shiffrin z USA.
W 2014 roku wzięła udział w igrzyskach olimpijskich w Soczi, gdzie jej najlepszym wynikiem było szesnaste miejsce w gigancie. Podczas rozgrywanych rok później mistrzostw świata w Vail/Beaver Creek zajęła ósmą pozycję w superkombinacji oraz osiemnastą w supergigancie.

## Osiągnięcia

### Igrzyska olimpijskie
| Miejsce | Dzień     | Rok  | Miejscowość | Konkurencja     | Czas biegu | Strata | Zwyciężczyni      |
| ------- | --------- | ---- | ----------- | --------------- | ---------- | ------ | ----------------- |
| DNF2    | 10 lutego | 2014 | Soczi       | Superkombinacja | 2:34,62    | -      | Maria Höfl-Riesch |
| DNF     | 15 lutego | 2014 | Soczi       | Supergigant     | 1:25,52    | -      | Anna Fenninger    |
| 16.     | 18 lutego | 2014 | Soczi       | Gigant          | 2:36,87    | +3,05  | Tina Maze         |
| 22.     | 11 lutego | 2022 | Pekin       | Supergigant     | 1:13,51    | +2,10  | Lara Gut-Behrami  |

### Mistrzostwa świata
| Miejsce | Dzień     | Rok  | Miejscowość       | Konkurencja     | Czas biegu | Strata | Zwyciężczyni       |
| ------- | --------- | ---- | ----------------- | --------------- | ---------- | ------ | ------------------ |
| DNF2    | 11 lutego | 2011 | Ga-Pa             | Superkombinacja | 2:43,23    | -      | Anna Fenninger     |
| 18.     | 3 lutego  | 2015 | Vail/Beaver Creek | Supergigant     | 1:10,29    | +2,33  | Anna Fenninger     |
| 8.      | 9 lutego  | 2015 | Vail/Beaver Creek | Superkombinacja | 2:33,37    | +2,59  | Tina Maze          |
| 17.     | 3 lutego  | 2017 | Sankt Moritz      | Supergigant     | 1:32,34    | +1,94  | Nicole Schmidhofer |
| 7.      | 5 lutego  | 2019 | Åre               | Supergigant     | 1:04,89    | +0,24  | Mikaela Shiffrin   |
| 29.     | 10 lutego | 2019 | Åre               | Zjazd           | 1:01,74    | +2,13  | Ilka Štuhec        |
| DNF2    | 14 lutego | 2019 | Åre               | Gigant          | 2:01,97    | -      | Petra Vlhová       |
| 23.     | 11 lutego | 2021 | Cortina d’Ampezzo | Supergigant     | 1:25,51    | +2,47  | Lara Gut-Behrami   |
| 17.     | 13 lutego | 2021 | Cortina d’Ampezzo | Zjazd           | 1:34,27    | +1,54  | Corinne Suter      |

### Mistrzostwa świata juniorów
| Miejsce | Dzień       | Rok  | Miejscowość       | Konkurencja | Czas biegu | Strata | Zwyciężczyni         |
| ------- | ----------- | ---- | ----------------- | ----------- | ---------- | ------ | -------------------- |
| 22.     | 7 marca     | 2007 | Altenmarkt        | Zjazd       | 1:39,69    | +2,73  | Tina Weirather       |
| DNF2    | 8 marca     | 2007 | Altenmarkt        | Gigant      | 2:14,90    | -      | Nicole Schmidhofer   |
| 7.      | 9 marca     | 2007 | Altenmarkt        | Supergigant | 1:19,34    | +1,25  | Nicole Schmidhofer   |
| 40.     | 23 lutego   | 2008 | Formigal          | Supergigant | 1:40,19    | +5,20  | Viktoria Rebensburg  |
| DNF     | 26 lutego   | 2008 | Formigal          | Zjazd       | 1:50,13    | -      | Ilka Štuhec          |
| DNF1    | 28 lutego   | 2008 | Formigal          | Slalom      | 1:33,85    | -      | Michaela Kirchgasser |
| DNF1    | 29 lutego   | 2008 | Formigal          | Gigant      | 1:42,50    | -      | Anna Fenninger       |
| DNF2    | 1 marca     | 2009 | Ga-Pa             | Slalom      | 1:42,07    | -      | Denise Feierabend    |
| 12.     | 2 marca     | 2009 | Ga-Pa             | Gigant      | 2:45,81    | +4,20  | Viktoria Rebensburg  |
| DSQ     | 4 marca     | 2009 | Ga-Pa             | Supergigant | 1:19,80    | -      | Viktoria Rebensburg  |
| 5.      | 6 marca     | 2009 | Ga-Pa             | Zjazd       | 1:19,60    | +0,80  | Marine Gauthier      |
| 27.     | 31 stycznia | 2010 | Region Mont Blanc | Supergigant | 1:32,21    | +1,98  | Marine Gauthier      |
| DNF1    | 1 lutego    | 2010 | Region Mont Blanc | Slalom      | 1:34,47    | -      | Christina Geiger     |
| 29.     | 4 lutego    | 2010 | Region Mont Blanc | Zjazd       | 1:20,89    | +2,92  | Jéromine Géroudet    |
| 13.     | 5 lutego    | 2010 | Region Mont Blanc | Gigant      | 1:38,34    | +1,49  | Mona Løseth          |

### Puchar Świata

#### Miejsca w klasyfikacji generalnej
- sezon 2010/2011: 74.
- sezon 2011/2012: 66.
- sezon 2012/2013: 71.
- sezon 2013/2014: 47.
- sezon 2014/2015: 31.
- sezon 2015/2016: 25.
- sezon 2016/2017: 31.
- sezon 2018/2019: 39.
- sezon 2019/2020: 24.
- sezon 2020/2021: 32.
- sezon 2021/2022: 60.

#### Miejsca na podium chronologicznie
1. Lake Louise – 7 grudnia 2019 (zjazd) – 3. miejsce